# Konklawe 1585
Konklawe 21-24 kwietnia 1585 – konklawe zakończone wyborem Sykstusa V na następcę zmarłego Grzegorza XIII.

## Początek sediswakancji
Grzegorz XIII zmarł 10 kwietnia 1585 roku w wieku 83 lat po blisko 13-letnim pontyfikacie, w trakcie którego kontynuował reformę Kościoła zapoczątkowaną przez Sobór trydencki. Po śmierci papieża w Rzymie wybuchły rozruchy, podczas których wielu więźniów (w tym 36 skazanych na śmierć) uciekło z więzień, jednak dzięki energicznej akcji księcia Sora Giacomo Boncompagniego (syna zmarłego papieża) i kardynała kamerlinga Vastavillani przywrócono w Rzymie porządek i kardynałowie mogli w spokoju przystąpić do wybierania papieża.

## Lista uczestników
W konklawe uczestniczyło 42 z 60 żyjących kardynałów:
- Alessandro Farnese (nominacja 18 grudnia 1534) – kardynał biskup Ostia e Velletri; komendatariusz kościoła prezbiterialnego S. Lorenzo in Damaso; dziekan Świętego Kolegium Kardynałów; wicekanclerz Świętego Kościoła Rzymskiego; archiprezbiter bazyliki watykańskiej; komendatariusz opactw terytorialnych Farfa, S. Paolo fuori le mura i Tre Fontane; protektor Polski; legat apostolski w Viterbo; wielki przeor zakonu joannitów w Wenecji
- Giacomo Savelli (19 grudnia 1539) – kardynał biskup Porto e Santa Rufina; subdziekan Świętego Kolegium Kardynałów; wikariusz generalny diecezji rzymskiej; Wielki Inkwizytor Świętej Kongregacji Rzymskiej i Powszechnej Inkwizycji
- Giovanni Antonio Serbelloni (31 stycznia 1560) – kardynał biskup Frascati
- Alfonso Gesualdo (26 lutego 1561) – kardynał biskup Albano
- Gianfrancesco Gambara (26 lutego 1561) – kardynał biskup Palestriny
- Markus Sitticus von Hohenems; Kardynał z Konstancji[3] (26 lutego 1561) – kardynał prezbiter S. Maria in Trastevere; biskup Konstancji; archiprezbiter bazyliki laterańskiej; gubernator Capranici
- Innico d’Avalos d’Aragona OSIacobis; Kardynał d’Aragona[3] (26 lutego 1561) – kardynał prezbiter S. Lorenzo in Lucina; gubernator Benewentu
- Marco Antonio Colonna (12 marca 1565) – kardynał prezbiter S. Pietro in Vincoli; komendatariusz opactwa terytorialnego Subiaco
- Tolomeo Gallio; Kardynał z Como[3] (12 marca 1565) – kardynał prezbiter S. Agata in Suburra; główny sekretarz papieski i przewodniczący Sekretariatu Papieskiego
- Prospero Santacroce (12 marca 1565) – kardynał prezbiter S. Clemente
- Guido Luca Ferrero; Kardynał z Vercelli[3] (12 marca 1565) – kardynał prezbiter Ss. Vito e Modesto; komendatariusz opactw terytorialnych Chiusa di S. Michele, S. Giusto di Susa i S. Maria di Pinerolo
- Guglielmo Sirleto (12 marca 1565) – kardynał prezbiter S. Lorenzo in Panisperna; bibliotekarz Świętego Kościoła Rzymskiego; prefekt Świętej Kongregacji Indeksu
- Gabriele Paleotti (12 marca 1565) – kardynał prezbiter S. Martino al Monte; arcybiskup Bolonii
- Michele Bonelli OP; Kardynał z Alessandrii[3] (6 marca 1566) – kardynał prezbiter S. Maria sopra Minerva; kamerling Świętego Kolegium Kardynałów; wielki przeor zakonu joannitów w Rzymie
- Ludovico Madruzzo (26 lutego 1561) – kardynał prezbiter S. Onofrio; biskup Trydentu; protektor Rzeszy Niemieckiej
- Giulio Antonio Santori; Kardynał z S. Severina[3] (17 maja 1570) – kardynał prezbiter S. Bartolomeo all’Isola; arcybiskup Santa Severina
- Pier Donato Cesi; Kardynał z Narni[3] (17 maja 1570) – kardynał prezbiter S. Anastasia
- Charles d’Angennes de Rambouillet (17 maja 1570) – kardynał prezbiter S. Eufemia; ambassador Francji wobec Stolicy Apostolskiej; biskup Le Mans
- Felice Peretti de Montalto OFMConv; Kardynał Montalto[3] (17 maja 1570) – kardynał prezbiter S. Girolamo degli Schiavoni
- Girolamo Rusticucci (17 maja 1570) – kardynał prezbiter S. Susanna
- Nicolas de Pellevé; Kardynał z Sens[3] (17 maja 1570) – kardynał prezbiter S. Prassede; prefekt Świętej Kongregacji ds. Biskupów; arcybiskup Sens
- Gian Girolamo Albani (17 maja 1570) – kardynał prezbiter S. Giovanni a Porta Latina
- Filippo Boncompagni; Kardynał S. Sisto[3] (2 czerwca 1572) – kardynał prezbiter S. Sisto; superintendent generalny Państwa Kościelnego; penitencjariusz większy; archiprezbiter bazyliki liberiańskiej; gubernator Civita Castellana
- Girolamo Simoncelli (22 grudnia 1553) – kardynał prezbiter Ss. Cosma e Damiano; biskup Orvieto
- Alessandro Riario (21 lutego 1578) – kardynał prezbiter S. Maria in Aracoeli; prefekt Trybunału Sygnatury Sprawiedliwości; tytularny patriarcha Aleksandrii
- Pedro de Deza (21 lutego 1578) – kardynał prezbiter S. Prisca
- Antonio Carafa (24 marca 1568) – kardynał prezbiter Ss. Giovanni e Paolo; prefekt Trybunału Sygnatury Łaski; prefekt Świętej Kongregacji Soborowej
- Giovan Antonio Facchinetti; Kardynał z Bolonii[3] (12 grudnia 1583) – kardynał prezbiter Ss. IV Coronati
- Giambattista Castagna; Kardynał S. Marcello[3] (12 grudnia 1583) – kardynał prezbiter S. Marcello; legat apostolski w Bolonii
- Alessandro Ottaviano de’ Medici; Kardynał z Florencji[3] (12 grudnia 1583) – kardynał prezbiter S. Ciriaco e Ss. Quirico e Giulitta; arcybiskup Florencji
- Giulio Canani; Kardynał z Adrii[3] (12 grudnia 1583) – kardynał prezbiter S. Eusebio; biskup Adrii
- Niccolò Sfondrati; Kardynał z Cremony[3] (12 grudnia 1583) – kardynał prezbiter S. Cecilia; biskup Cremony
- Anton Maria Salviati (12 grudnia 1583) – kardynał prezbiter S. Maria in Aquiro
- Filippo Spinola (12 grudnia 1583) – kardynał prezbiter S. Sabina; biskup Noli
- Matthieu Cointerel (12 grudnia 1583) – kardynał prezbiter S. Stefano al Monte Celio; prefekt Sygnatury Brewe Apostolskich
- Scipione Lancelotti (12 grudnia 1583) – kardynał prezbiter S. Simeone Profeta
- Ludovico d’Este (26 lutego 1561) – kardynał diakon S. Maria in Via Lata; protodiakon Świętego Kolegium Kardynałów; administrator archidiecezji Auch i diecezji Ferrara; gubernator Tivoli; protektor Francji
- Ferdinando de’ Medici (6 stycznia 1563) – kardynał diakon S. Maria in Domnica; protektor Hiszpanii
- Filippo Vastavillani (5 lipca 1574) – kardynał diakon S. Angelo in Pescheria; kamerling Świętego Kościoła Rzymskiego; komendatariusz opactwa terytorialnego Nonantola; gubernator Ankony
- Andreas von Österreich; Kardynał z Austrii[3] (19 listopada 1576) – kardynał diakon S. Maria Nuova; biskup-koadiutor Brixen; protektor Austrii
- Giovanni Vincenzo Gonzaga OSIoHieros (21 lutego 1578) – kardynał diakon S. Maria in Cosmedin; wielki przeor zakonu joannitów w Barletcie
- Francesco Sforza di Santa Fiora; Kardynał Sforza[3] (12 grudnia 1583) – kardynał diakon S. Giorgio in Velabro

Szesnastu elektorów otrzymało kapelusz kardynalski od Grzegorza XIII, dziewięciu od Piusa V, piętnastu od Piusa IV, jeden od Juliusza III i dwóch od Pawła III.

### Nieobecni
Osiemnastu kardynałów:
- Antoine Perrenot de Granvelle (26 lutego 1561) – kardynał biskup Sabiny; arcybiskup Besançon; przewodniczący Rady Stanu Królestwa Hiszpanii oraz Królewskiej Rady ds. Włoch
- Georges d’Armagnac (19 grudnia 1544) – kardynał prezbiter S. Nicola in Carcere Tulliano; protoprezbiter Świętego Kolegium Kardynałów; administrator archidiecezji Tuluza; kolegat apostolski w Awinionie
- Charles de Bourbon-Vendôme (9 stycznia 1548) – kardynał prezbiter S. Crisogono; arcybiskup Rouen; legat apostolski w Awinionie
- Niccolò Caetani; Kardynał Sermoneta[3](22 grudnia 1536) – kardynał prezbiter S. Eustachio
- Louis de Guise (21 lutego 1578) – kardynał prezbiter bez tytułu; arcybiskup Reims; komendatariusz opactwa terytorialnego Saint-Pierre-de-Corbie
- Gaspar de Quiroga y Vela; Kardynał z Toledo[3] (15 grudnia 1578) – kardynał prezbiter S. Balbina; arcybiskup Toledo i prymas Hiszpanii; wielki inkwizytor Hiszpanii
- Albrecht VII Habsburg; Kardynał S. Croce[3] (3 marca 1577) – kardynał prezbiter S. Croce in Gerusalemme; legat a latere w Portugalii; wicekról Portugalii
- Rodrigo de Castro Osorio; Kardynał z Sewilli[3] (12 grudnia 1583) – kardynał prezbiter bez tytułu; arcybiskup Sewilli
- François de Joyeuse (12 grudnia 1583) – kardynał prezbiter bez tytułu; arcybiskup Narbonne
- Michele della Torre; Kardynał z Udine[3] (12 grudnia 1583) – kardynał prezbiter bez tytułu; biskup Cenedy
- Agostino Valier; Kardynał z Werony[3] (12 grudnia 1583) – kardynał prezbiter S. Marco; biskup Werony
- Vincenzo Lauro; Kardynał z Mondovì[3] (12 grudnia 1583) – kardynał prezbiter bez tytułu; biskup Mondovì; nuncjusz apostolski w Sabaudii
- Alberto Bolognetti (12 grudnia 1583) – kardynał prezbiter bez tytułu; biskup Massa Marittima
- Jerzy Radziwiłł (12 grudnia 1583) – kardynał prezbiter bez tytułu; biskup Wilna
- Simeone Tagliavia d’Aragonia; Kardynał z Terranova[3] (12 grudnia 1583) – kardynał prezbiter bez tytułu
- Charles de Bourbon de Vendôme (12 grudnia 1583) – kardynał prezbiter bez tytułu; arcybiskup koadiutor Rouen
- Charles de Lorraine-Vaudémont (21 lutego 1578) – kardynał diakon bez tytułu; administrator diecezji Toul i Verdun
- Andrzej Batory (4 lipca 1584) – kardynał diakon S. Adriano; biskup koadiutor Warmii; administrator diecezji Inflanty

Trzech spośród nieobecnych nominował Paweł III, jednego Pius IV, a pozostałych czternastu Grzegorz XIII.

## Kandydaci i frakcje
Frakcje w Kolegium Kardynalskim tworzyły się głównie wokół nepotów poprzednich papieży. Kardynał Hohenems, siostrzeniec Piusa IV, przewodził kardynałom mianowanym przez tego papieża (Serbelloni, Gesualdo, Gambara, Avalos, Gallio, Colonna, Santacroce, Ferrero, Sirleto, Paleotti). Z kolei liderem nominatów Piusa V (Santori, Cesi, Montalto, Rusticucci, Albani, Carafa) był jego prasiostrzeniec Michele Bonelli. Najsilniejsza liczebnie była jednak frakcja kardynałów Grzegorza XIII, której przewodził jego bratanek Filippo Boncompagni, a należeli do niej też Vastavillani, Sforza, Riario, Facchinetti, Castagna, Canani, Salviati, Lancelotti, Gonzaga, Sfondrati, Spinola i Cointerel. Prawnuk Pawła III, Alessandro Farnese, przewodził nielicznym starszym kardynałom (Savelli i Simoncelli), mianowanym przez jeszcze wcześniejszych papieży. Ponadto swoich przedstawicieli miało kilka katolickich państw. Ferdinando i Alessandro Medici reprezentowali Wielkie Księstwo Toskanii, a Madruzzo, Andreas von Österreich oraz Deza Królestwo Hiszpanii. Kardynałowie Este, Rambouillet i Pellevé teoretycznie tworzyli frakcję francuską, jednak w praktyce tak nie było, gdyż w toczące się we Francji wojnie domowej popierali przeciwstawne sobie obozy (Este i Rambouillet byli zwolennikami Henryka III, a Pellevé Ligi Katolickiej). Hiszpania tym razem ogłosiła, że nie zamierza w żaden sposób wpływać na wynik konklawe, aczkolwiek tajne instrukcje króla Filipa II dla ambasadora Olivaresa wskazywały, że nie powinien on dopuścić do zwycięstwa kardynała Farnese. Również Toskania była przeciwna wyborowi Alessandro Farnese, obawiając się wzrostu znaczenia księstwa Parmy, rządzonego przez ród Farnese
Tych kilka mniejszych ugrupowań szybko skupiło się wokół dwóch liderów: Alessandro Farnese, który niemal oficjalnie wysuwał swoją kandydaturę i zdołał do niej przekonać Boncompagniego, oraz przeciwnego mu Ferdinando Medici, wokół którego skupiły się partie nominatów Piusa IV i Piusa V oraz reprezentanci Hiszpanii i kardynał Este.
Oprócz Alessandro Farnese za papabile uważano kardynałów Sirleto, Paleotto, Santacroce, Cesi, Santori, Montalto, Albani, Torre, Facchinetti, Lauro, Castagna i Savelli.

## Przebieg konklawe
Konklawe rozpoczęło się 21 kwietnia z udziałem 39 kardynałów. 22 kwietnia dotarł Andreas von Österreich, 23 kwietnia Madruzzo, a 24 kwietnia Ferrero. Najpierw podpisano kapitulację wyborczą, która zobowiązywała elekta do kontynuowania wysiłków zbrojnych przeciw Turcji, dołożenia wszelkich starań o zachowanie pokoju w świecie katolickim, kontynuowania reform kościelnych oraz budowy nowej bazyliki watykańskiej.
Początkowo najpoważniej dyskutowaną była kandydatura Alessandro Farnese, ale rychło okazało się, że podjęta w okresie przed konklawe przez kardynała Medici kampania przeciwko niemu była bardzo skuteczna. Dziekana Świętego Kolegium poparła jedynie frakcja kardynała Boncompagniego, na dodatek nie cała, gdyż kardynał kamerling Vastavillani odmówił głosowania na niego. W tej sytuacji sam Farnese wycofał swą kandydaturę.
W pierwszym głosowaniu następnego dnia kardynał von Hohenems podjął próbę przeforsowania kandydatury kardynała Sirleto, ale sprzeciwili mu się Medici i Este, z uwagi na jego skrajnie prohiszpańską postawę. Po tym głosowaniu na konklawe przybył kardynał Andreas von Österreich, co wywołało małe zamieszanie, gdyż niektórzy kardynałowie wyrażali wątpliwość, czy może on uczestniczyć w obradach, skoro pomimo rangi kardynalskiej nie został nawet wyświęcony na diakona. Ostatecznie jednak został on dopuszczony, gdyż dysponował bullą Grzegorza XIII udzielającą mu stosownej dyspensy.
Drugie głosowanie tego samego dnia także nie przyniosło rezultatu, choć po mieście rozniosła się fałszywa pogłoska o zwycięstwie popularnego wśród Rzymian kardynała Farnese. W trakcie nocnych negocjacji zaproponowano kardynała Castagnę, ale nie uzyskał on znaczącego poparcia.
Po odrzuceniu Sirleto i Castagny Medici wysunął kandydaturę franciszkanina Felice Peretti Montalto i zdołał pozyskać dla niej kardynała Este, protektora Francji. Również von Hohenems, Bonelli i Madruzzo, a wraz z nimi ich partie,poparli Montalto, co oznaczało, że do jego wybrania brakowało już tylko czterech głosów. Aby je uzyskać, konieczne było pozyskanie partii „gregoriańskiej”. Zadania tego podjął się kardynał Bonelli. Choć niechętnie i z oporami, kardynał Boncompagni i jego stronnicy ostatecznie zgodzili się głosować na Montalto.

## Wybór Sykstusa V
24 kwietnia, a więc już czwartego dnia, Felice Peretti Montalto został wybrany na papieża przez tzw. adorację (aklamację), do której dołączył także wielki przegrany tego konklawe, kardynał Farnese. W potwierdzającym głosowaniu wszyscy kardynałowie zagłosowali na Montalto, z wyjątkiem jego samego, który oddał swój głos właśnie na Alesandro Farnese. Nowy papież przybrał imię Sykstusa V i został koronowany 1 maja 1585.

### Uzupełniające źródła internetowe
- http://cardinals.fiu.edu/conclave-xvi.htm#1585
- Sixtus V.. vaticanhistory.de. [zarchiwizowane z tego adresu (2007-09-27)].